# Wustrichgraben
Der Wustrichgraben (auch Wustrickgraben genannt) ist ein Meliorationsgraben und Zufluss des Großen Modersees und damit Teil der Teupitzer Gewässer im Landkreis Dahme-Spreewald in Brandenburg.

## Geschichte und Verlauf
Der genaue Bauzeitraum des Grabens ist nicht bekannt. Janine Ruffer vermutet, dass er im Zuge von Trockenlegungsarbeiten entstand, die Friedrich Wilhelm I. nach dem Kauf des Schenkenländchens bereits Anfang des 18. Jahrhunderts durchführen ließ. Auf Grund eines natürlich vorhandenen Gefälles konnte damit Wasser aus den Wiesenflächen in Richtung Groß Köris abgeleitet werden.
Der Graben beginnt auf der Gemarkung der Gemeinde Schwerin auf einer Wiesenfläche, die sich zwischen der westlich verlaufenden Bundesautobahn 13 und einer östlich liegenden Bahnstrecke befindet. Der Graben fließt dort auf rund 300 m in vorzugsweise südlicher Richtung und unterquert in östlicher Richtung die genannte Bahnstrecke. Dort verläuft er in rund 550 m in nordöstlicher Richtung; von Osten kommend fließt der Fennegraben B zu. Der Graben fließt rund 840 m weiter in vornehmlich nördlicher Richtung durch die Fenne-Wustrickwiesen, bis von Westen kommend der Wustrich(k)graben A zufließt. Diese Flächen stehen als Naturschutzgebiet Löptener Fenne–Wustrickwiesen unter besonderem Schutz. Der Graben durchläuft ein künstlich angelegtes Staubecken, unterquert die Landstraße 742 und verläuft anschließend vorzugsweise in nördlicher Richtung, bis er in den Großen Moddersee entwässert.